# 若泉稲荷神社
若泉稲荷神社（わかいずみいなりじんじゃ）は、埼玉県本庄市北堀にある神社。奥宮は750メートルほど南東にある東本庄稲荷神社。

## 歴史
若泉稲荷神社の歴史は治承4年（1180年）、武蔵守継行六世孫荘太郎家長が東本庄に館を構えた際、鎮守として勧請したことに始まる。天正18年（1590年）に本庄氏に代わって小笠原掃部太夫信嶺が本庄城主になった時に、旧領主が勧請した社であるとの理由からこの神社を最も崇敬し、現在の社地に社殿を建立して奉遷した。明治にいたり、村社としてその庄名を冠して当時の埼玉県令千家尊福公より若泉稲荷神社と名付けられた。鳥居の額も千家尊福公筆になるが、県令時代ではなく晩年のものである。東五十子の若電神社の拝殿の額は県令時代で、当時は稲山末雄が両社の宮司だったため、この時間差は言い伝えもなく謎である。
明治42年（1909年）に東本庄稲荷神社を県の指導により合祀したが、遷座の際に遷御に供奉した7人が死に（あまりの恐れ多さに社殿の基礎から掘りあげて社殿ごと担いだのではあったが）、以後村の中に火事が頻発し、宮司の夢枕に東本庄稲荷大神がお立ちになるに及んで祟りと判明、大正15年（1926年）に還座して火事はおさまった。奥宮橋はそのときに県費により建設されたものである。橋は本庄市により欄干が撤去され、ガードレールになってしまった。欄干四本のうち一本が当時の総代萩原満氏により確保され、若泉稲荷神社入り口に置かれている。
昭和30年代初頭（1950年代前半）、台風により大木が全部倒れ、周囲の民家には一切被害がなく、拝殿だけ潰したのも霊験とされるが、拝殿再建の際に大工の選定におかしなことをした家は次の代に絶えている。霊験談は平成の初めごろ（1990年代前半）まで現宮司により記録されている。一部は「神社と実務」にて公開されている。
平成11年（1999年）、本庄総合公園整備に伴い、周囲盛り土のため東本庄稲荷神社を建て替える。外装と内装に大きな差があるのは途中で総代がかわったため。平成25年（2013年）、丘の前方を総代原勝利氏が盛り土及び同工事を寄付、翌年丘の後方裏参道を宮司関係から盛り土して整備した。平成27年（2015年）4月現在丘の後方の残土は10月に予定されている本庄市に不法占拠されていた消防小屋撤去のための原状回復用に用意されたものである。現在は使用後残った土が段築に見えるように整備されている。さきたま出版会の埼玉の古墳の本にここが載せられているのは問題がある。ここは段築ではない。北西角が角張っているので前方後方墳の形であるが、地下水が高く、これ以上盛るとめり込むので本当に古墳なのかどうか不明。葺石を確認と埼玉の古墳児玉編にあるが宮司は見たことがないという。ただし、西側ははっきりくびれ部がある。西南は平成25年の盛り土で伸びている。
　令和に入り祭典が日曜休日に動かされたが元の例祭日(北泉村以後と思われる)は宮司が拝んでおり、東本庄の祭典は元の祭典日には氏子ではなく信者が参列する日となっている。なお元の元の例祭日(明治の改暦前、改暦後は九月十六日、現在は旧暦重陽)に宮司が拝むようになってそろそろ三十年である。
出典「埼玉の神社」埼玉県神社庁、宮司より聞きとり

## 摂末社
- 八海山国狭槌命社
- 御嶽太神国常立尊
- 三笠山豊斟渟尊
- 揔心霊神

以上は御嶽神社(山)
- 護国神社
- 天神社
- 八坂神社
- 手長神社
- 秋葉神社

出典『埼玉の神社』埼玉県神社庁、宮司より聞きとり、現地調査の結果

## 主な祭事
年間の行事は、初午祭（2月初午日）、祈年祭（2月20日）、護国神社祭（3月21日）、例祭（4月4日）、八十八夜祭（5月2日）、八坂神社祭（7月15日）、大祓（旧暦六月晦）、護国神社祭（9月26日）、末社祭（10月19日）、手長神社祭（12月1日本田氏子のみ）、新嘗祭（11月15日、12月15日）の11回ある。このうち、初午祭と八十八夜、11月の新嘗祭は奥宮である東本庄稲荷神社で行われる。また、2月19日には新田原の手長神社祭、7月の第二土曜には新田原とけやきの八坂神社祭が各地で行われる。
かつて盛んであった養蚕との関わりが深く、例祭と八十八夜祭で植木を売る露店がでるのは桑苗の市が立っていたころの名残である(平成20年頃植木屋の廃業で途絶)。また、八十八夜では氏子が銘々に米の粉でこしらえた繭玉を重箱に入れて神前に供える習わしがあった。この繭玉1粒は繭10貫を意味しており、養蚕をしている家では祭典後にこれを借りて帰り、養蚕の神札と共に神棚に上げ、その後下げて火であぶって食べた。借りた繭形は翌年に倍にして返すのが例で、通常は10粒（100貫）を借りたものであったが、養蚕の衰退にしたがい平成元年（1989年）ごろには行われなくなった。しかし、東本庄稲荷神社に隣接する総合体育館の名称がシルクドームであることからも、この地域と養蚕の深い関わりが今も伺われる。繭玉作成は平成24年（2012年）に先代の宮司の意志を現宮司から聞いた総代長萩原満氏により再興された。例祭の神楽は金鐕神楽筆頭の忍保組であったが、途絶により一時カラオケなどに代わっていたが現在は祭祀舞の豊栄舞（巫女舞）が行われている。
平成25年（2013年）頃より宮司により月参りの人にお茶が供されていたがコロナウイルス流行以降中絶。
出典『埼玉の神社』埼玉県神社庁、宮司より聞き取り